# Smużka stepowa
Smużka stepowa, smużka ciemna (Sicista subtilis) – gatunek ssaka z rodziny smużek (Sminthidae).

## Zasięg występowania
Areał obejmuje Środkową Europę, Ukrainę, strefę stepową Rosji aż do jeziora Bajkał. Na południu sięga do Węgier (gdzie w XX stuleciu wymarła oprócz jedynego siedliska na północnym wschodzie kraju) i  północny Kazachstan, aż do południowo-zachodnich Chin. Reliktowe, pojedyncze, izolowane populacje odnotowano także w Rumunii, Bułgarii oraz w Serbii.
Zasięg występowania w zależności od podgatunku:
- S. subtilis subtilis – obie strony Wołgi w europejskiej części Rosji na wschód przez Kazachstan i południową Syberię do rzeki Ob i zachodniego Ałtaju.
- S. subtilis sibirica – leśne stepy południowej Syberii, w tym środkowy Ałtaj, Kotlina Minusińska, południowa Tuwa i południowy Irkuck w Rosji.
- S. subtilis vaga – zachodni Kazachstan od okolic lewego brzegu Wołgi na wschód prawdopodobnie do Semeju (obwód wschodniokazachstański) i prawdopodobnie do północno-zachodniej Chińskiej Republiki Ludowej (północny Sinciang).

### Smużka w Polsce
W 1994 roku także na terenie Polski odkryto obecność smużki stepowej. W tym kraju jest gatunkiem bardzo rzadkim i podlegającym ścisłej ochronie gatunkowej. Występuje w południowo-wschodniej Polsce (znana tylko z jednego stanowiska między miejscowościami Kornie i Machnów Stary, gdzie złowiono jeden okaz i znaleziono kości kilku innych w wypluwkach ptaków).

## Taksonomia
Gatunek po raz pierwszy naukowo opisał w 1773 roku niemiecki przyrodnik Peter Simon Pallas, nadając mu nazwę Mus subtilis. Holotyp pochodził z drogi z Zwierinogołowskoje do Kurgan, z obszaru rzeki Toboł w pobliżu Kamińskaja Kurja (przedmieścia), w obwodzie kurgańskim, w Rosji.
S. subtilis należy do stepowej grupy gatunkowej. Analiza sekwencji cytochromu b nie wykazała znaczącej rozbieżności genetycznej między podgatunkiem vaga a innymi populacjami podgatunku subtilis z obszaru transwołżańskiego, co sugeruje, że vaga może być synonimem subtilis. Powstałe drzewo filogenetyczne „neighbor-joining” wykazało również, że wszystkie osobniki schwytane wzdłuż Wołgi i od Wołgi na wschód do Ałtaju tworzyły jeden klad.

### Etymologia
- Sicista: etymologia niejasna, J.E. Gray nie wyjaśnił znaczenia nazwy rodzajowej; Palmer sugeruje, że nazwa ta pochodzi od tatarskiego słowa sikistan, oznaczającego „stadną mysz”, bazując na opisie Pallasa[13]. Sam Pallas jednak wymienia nazwę tatarską dshilkis-sitskan („Dʃhilkis-Sitʃkan”), gdzie dshilkis to „stadny, żyjący w stadzie, gromadny” (łac. gregalis), natomiast sitskan to „mysz” (łac. mus, muris)[14], por. w jedenastowiecznym słowniku Mahmuda z Kaszgaru:  yılkı „stado” i sıçgan „mysz”[15].
- subtilis: łac. subtilis „bez ozdób, zwykły, prosty”, od sub „nieco, trochę”; tela „to, co jest utkane”, od texere „tkać”[16].
- sibirica: nowołac. Sibiricus „syberyjski”, od Sibiria „Syberia, północnoazjatycka Rosja”, od Sibir dawny „chanat tatarski” z zachodniej Syberii, na zachód od Jeniseju[16].
- vaga: łac. vagus „wędrowny”[16].

## Morfologia
Smużka wyglądem przypomina mysz o bardzo długim ogonie.
Długość ciała (bez ogona) 60,5–72 mm, długość ogona 74,5–82 mm, długość ucha 9,5–13 mm, długość tylnej stopy 14,5–16,5 mm; masa ciała 6,2–12 g. Ogon stanowi 110–130% długości ciała. Sierść szarobrązowa, na grzbiecie smuga, od której pochodzi polska nazwa gatunku.

## Tryb życia
Odżywia się głównie owadami i innymi bezkręgowcami.
Zamieszkują obszary stepowe. Mieszkają w podziemnych norach, na okres zimy zapadają w sen zimowy.